# Hemiboea glandulosa
Hemiboea glandulosa är en tvåhjärtbladig växtart som beskrevs av Z.Y. Li. Hemiboea glandulosa ingår i släktet Hemiboea och familjen Gesneriaceae. Inga underarter finns listade i Catalogue of Life.